# Instytut Studiów Azjatyckich i Globalnych im. Michała Boyma
Instytut Studiów Azjatyckich i Globalnych im. Michała Boyma (Instytut Boyma) – polski think-tank z siedzibą w Warszawie, działający jako fundacja. Zrzesza on analityczki i analityków zajmujących się polityką, gospodarką i innowacjami państw Azji. 

## Historia
Instytut Boyma został założony w 2018 roku przez Patrycję Pendrakowską. Część środowiska Instytutu wywodzi się z Centrum Studiów Polska-Azja. Think-tank dąży do przybliżenia opinii publicznej oraz liderom politycznym i biznesowym przemian zachodzących w państwach azjatyckich.

## Zarząd
Obecnie funkcje w Zarządzie Fundacji pełnią:
- Dr Krzysztof Marcin Zalewski, prezes Zarządu.
- Patrycja Pendrakowska, wiceprezes Zarządu.
- Dr Magdalena Sobańska-Cwalina, członek Zarządu[1].

## Cele
- Umożliwienie decydentom politycznym oraz osobom z sektora biznesowego odkrycia potencjału Azji.
- Wspieranie liderów politycznych w prowadzeniu polityki względem państw regionu azjatyckiego.
- Doradzanie przedstawicielom sektora biznesowego w wykorzystaniu możliwości rynkowych oraz inwestycyjnych w krajach azjatyckich.
- Promowanie współpracy międzynarodowej i partnerskich relacji z instytucjami rządowymi oraz pozarządowymi państw azjatyckich.
- Wsparcie inicjatyw edukacyjnych i kulturalnych, które umożliwiają wymianę wiedzy i doświadczeń pomiędzy Polską a krajami azjatyckimi.
- Wspieranie rozwoju gospodarczego, w tym przedsiębiorczości.
- Promowanie rozwoju technologicznego i innowacyjności oraz wdrażanie nowych rozwiązań technicznych w praktyce gospodarczej[2].

## Działalność i współpraca
Instytut Boyma realizuje swoje cele poprzez:
- Publikację raportów, analiz i komentarzy na temat poszczególnych regionów kontynentu, takich jak Azja Wschodnia, Azja Południowa, Azja Południowo-Wschodnia, Bliski Wschód i Azja Centralna.
- Organizację spotkań dyskusyjnych, okrągłych stołów i konferencji.
- Aktywność publicystyczną i opiniotwórczą członków Instytutu w mediach tradycyjnych i elektronicznych[3][4][5].
- Publikację “Kwartalniku Boyma” w wolnym dostępie, zawierającego analizy i komentarzy na temat sytuacji politycznej, gospodarczej i społecznej w Azji[6].
- Tworzenie "Tygodnia w Azji"[7] oraz “Azjatech”[8], cotygodniowych przeglądów najważniejszych informacji ze świata polityki, gospodarki i technologii państw azjatyckich, przygotowywanego przez analityków Instytutu Boyma we współpracy z Polskim Towarzystwem Wspierania Przedsiębiorczości oraz portalem wnp.pl.

Eksperci i członkowie Instytutu publikują teksty oraz analizy na portalu wnp.pl, na łamach polskiej edycji Forbesa, Nowej Konfederacji oraz Rzeczpospolitej. Instytut Boyma realizował projekt z Uniwersytetem Zeppelina we Friedrichshafen nad polityką polską i niemiecką wobec Chin.